# Orthogonis mauroides
Orthogonis mauroides là một loài ruồi trong họ Asilidae. Orthogonis mauroides được Paramonov miêu tả năm 1958. Loài này phân bố ở miền Australasia.